# Andreas Ammer

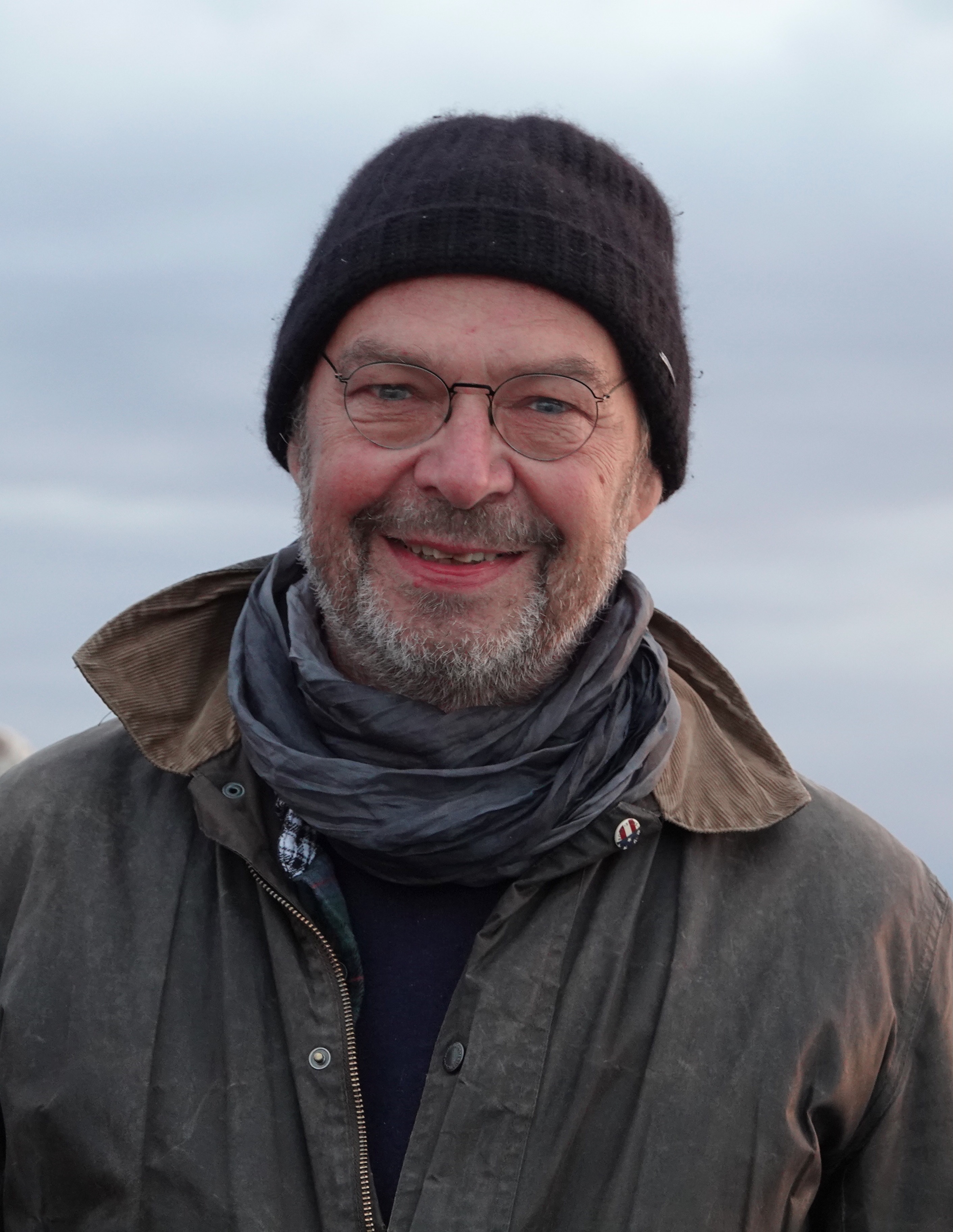
Andreas Ammer

Andreas Ammer (* 23. März 1960 in München) ist ein deutscher Schriftsteller, Fernsehproduzent und Hörspielmacher. Er ist Mitglied der Berliner Akademie der Künste.

## Leben
Andreas Ammer studierte Germanistik, Philosophie und Geschichte der Naturwissenschaften an der Ludwig-Maximilians-Universität München, wo er über das Thema Horrorgraphie: Das Aufschreiben der Angst und die Schrecken der Schrift als Mikromechanik des Sinns in der klassischen Zeit deutscher Literatur promovierte. Zuerst als Dozent an der Uni München tätig, wurde er dann freier Autor, Regisseur und Fernsehjournalist. Seit 2003 ist er verantwortlich für Realisation und Gestaltung der von Denis Scheck moderierten ARD-Literatursendung druckfrisch. Sein Fernsehschaffen besteht ansonsten aus über 50 Dokumentarfilmen, Doku-Serien und Filmportraits zu kulturellen Themen (u. a. über Charlie Chaplin, Gruppe 47, Lena, Hermann Hesse, die Salzburger Festspiele, Karl Valentin, Oskar Maria Graf, Teodor Currentzis). Seit 2020 gestaltet er mit dem Choreographen Eric Gauthier die Sendereite Dance around the World, die weltweit die bekanntesten Tanzkompanien besucht.
Bekannt geworden ist Ammer einerseits als Dokumentarfilmer und Kulturjournalist, vor allem jedoch durch seine Hörspiel- und Theaterproduktionen. Als Gestalter von TV-Sendungen begann er seine Karriere als Mitarbeiter von Alexander Kluge in der legendären Stunde der Filmemacher. Berühmt sind seine Kollaborationen mit Musikern. Er hat unter anderem mit FM Einheit von den Einstürzenden Neubauten und Ulrike Haage von den Rainbirds zusammengearbeitet. Schon sein erstes Hörspiel Orbis Auditus wurde 1990 zum „Hörspiel des Jahres“ gewählt. 1993 inszenierte Andreas Ammer dann für den Bayerischen Rundfunk frei nach Dantes Göttlicher Komödie das Hörspiel Radio Inferno. Er gehörte damals zu einer Reihe von Autoren und Regisseuren, die das Hörspiel durch die Einbindung von Pop-Elementen und Live-Aufführungen grundlegend veränderten. (Apocalypse live, Frost, Marx Engels Werke). Weitere Bühnenwerke schlossen sich an: An der Oper Bonn realisierte Ammer mit FM Einheit die Oper Alzheimer 2000 / Toter Trakt über Ulrike Meinhof und die RAF. Für den WDR produzierte Andreas Ammer gemeinsam mit Console (Martin Gretschmann) das dokumentarisch/musikalische Hörspiel Spaceman ’85 in dem Tonmaterial eines Weltraumfluges aus dem Jahr 1985 verwendet wurde. Der deutsche Wissenschaftsastronaut Reinhard Furrer schildert in diesen Mitschnitten seine persönlichen Gedanken vor und während seines Weltraumaufenthaltes. Das Hörspiel wurde von der ARD in die Sammlung der 100 Werke aufgenommen, die 100 Jahre Hörspielgeschichte repräsentieren. Ebenfalls mit Martin Gretschmann vertonte Ammer auch den Tractatus logico philosophicus von Ludwig Wittgenstein. Viele dieser Hörspiele wurden nicht nur im Radio gesendet, sondern zumeist auch auf Tourneen live aufgeführt und als CDs vertrieben. Die Produktion Apocalypse live wurde 1995 zu den Salzburger Festspielen eingeladen.
Für die Bayrische Staatsoper realisierte Ammer in den Jahren 2003 bis 2006 zusammen mit dem Cellisten Sebastian Hess Produktionen wie Unser Oskar (über Oskar Maria Graf), Heimspiel (eine Sprachoper für Karl Valentin und ein Fußballstadion) und Dido&Aeneas – die Barockoper von ihren Liebhabern entblößt (nach Henry Purcell). 2009 realisierte er mit Console nach einem Manuskript des Krimi-Autors Heinrich Steinfest das Mammutprojekt 13, ein Hörspiel in 13 Folgen à 13 Minuten.
Für Apocalypse Live wurde Ammer 1995 mit dem renommierten Hörspielpreis der Kriegsblinden ausgezeichnet. 2002 erhielt er ihn erneut für Crashing Aeroplanes, das auf Originalaufnahmen der Black Boxes aus abstürzenden Flugzeugen beruht. Er ist damit der erste Autor, der diesen Preis zweimal erhalten hat. Wie in diesem Stück arbeitet er in seinen Stücken nicht primär mit eigenen Texten, sondern mit vorgefundenen, historischen Originaltönen. So auch in der Tonträgeroper Deutsche Krieger, einer Trilogie, die aus Tönen des 1. und 2. Weltkrieges, sowie aus dem deutschen RAF-Terrorismus komponiert wurde und erst 20 Jahre nach der CD-Veröffentlichung erstmals 2017 im Haus der Kulturen der Welt Berlin live aufgeführt wurde. Aus dem gleichen Jahr stammt auch das Werk Sie sprechen mit der Stasi (mit FM Einheit), das aus Originaltonbändern und Verhörmitschnitten der DDR-Stasi-Behörde besteht.
2017 realisierte er mit Andreas Gerth und Martin Gretschmann (alias Acid Pauli) das als „Größtes Hörspiel der Welt“ bekannt gewordene Internetprojekt Unendliches Spiel. Es besteht aus einer fast 80-stündigen Lesung des Romans Unendlicher Spass des amerikanischen Autors David Foster Wallace, bei dem jede der fast 1400 Seiten des Romans durch einen anderen Sprecher über das Internet eingelesen wurde, die Lesungen anschließend von einem analogen Computer, der „Goldenen Maschine“, vertont wurden. Das nach einem Jahr fertiggestellte Endergebnis ist jederzeit über das Netz weiter abrufbar. Nach dem gleichen Prinzip des von Ammer und Acid Pauli erfundenen Prinzip des „Schwarmhörspieles“ funktioniert die Web-Realisation von Zusammen Walden, einer 16½-stündigen kompletten Internet-Umsetzung von Henry David Thoreaus Romanbericht Walden, das von 500 Lesern eingesprochen und mit vielen Gastmusikern vertont wurde.
Ebenfalls 2017 rekonstruierte Andreas Ammer zusammen mit FM Einheit an der Philharmonie in Brünn mit über 200 Mitwirkenden in einer Live-Aufführung Arsenij Avraamovs experimentelle Noise-Oper Symphonie der Sirenen von 1923. Zusammen mit Markus Acher, Micha Acher und Leo (Leroy) Hopfinger veröffentlichte er 2022 unter dem Projektnamen The Plastik Beatniks zu Ehren des schwarzen Beat-Poeten Bob Kaufman die LP All Those Streets I Must Find Cities For, an der auch Pop- und Jazzgrößen wie Patti Smith, Angela Bat Dawid und Moor Mother mitgewirkt haben. Außerdem erschien – zusammen mit dem Elektronikduo Driftmachine und Ted Milton – die Konzeptplatte Sonic Behaviour, auf der Ammer erneut Sirenen wie Musikinstrumente spielt und auch textlich die Phänomene von Klang und Krach behandelt. Mit der Performance Radiologie (mit "Driftmachine" & Rumpeln) anlässlich seiner Aufnahme in die Akademie der Künste, einem Abgesang an das Hörspiel, erklärte Andreas Ammer 2024 zum 100. Geburtstag des Hörspiels dessen Geschichte endgültig für beendet.
2022 veröffentlichte Ammer, der auf dem Buchmarkt bislang nur mit der wissenschaftlichen Herausgabe von Goethes erotischem Werk hervorgetreten war, den Band Austern – ein Portrait.
Andreas Ammer ist der einzige Regisseur, der gleichzeitig mit den höchsten Auszeichnungen im Radio (zweimal Hörspielpreis der Kriegsblinden, Prix Europa) und im Fernsehen (Deutscher Fernsehpreis 2011 als „Besondere Leistung Information“) geehrt wurde. Er ist Mitglied der Akademie der Künste und der Deutschen Akademie der darstellenden Künste. Er lebt in Berg (Starnberger See), wo er Mitbegründer und Gemeinderat einer freien Wählervereinigung „QUH“ (quer – unabhängig – heimatverbunden) ist.

## Hörspiele (Auswahl)

### 1990–1999
- 1990: Orbis Auditus – Das Lautlexikon zusammen mit Carl-Ludwig Reichert, Realisation: die Autoren, Produktion:  BR. Ausgezeichnet als Hörspiel des Jahres.
- 1991: Kaiser Wilhelm Overdrive, Regie: der Autor, Komposition: FM Einheit. Mit Detlef Kügow, Lars Kurz, Produktion: BR. Als Podcast/Download im BR Hörspiel Pool.[20]
- 1992: Die Benjamin Loops, Regie: der Autor, Komposition: Roman Bunka, Produktion: BR.
- 1993: Radio Inferno zusammen mit FM Einheit, Regie: die Autoren, Produktion: BR. Ausgezeichnet mit dem Prix Futura, Morishige Award, Goldmedaille bei den New York Festivals in der Kategorie "Best Drama Special".
- 1994: Apocalypse Live (mit FM Einheit und Ulrike Haage) – Live-Hörspiel. Produktion: Bayerisches Staatsschauspiel-Marstall/BR. Gastspiele u. a. bei den Salzburger Festspielen. Ausgezeichnet mit dem Hörspielpreis der Kriegsblinden 1995; CD bei Rough Trade.
- 1995: Deutsche Krieger – Tonträgeroper zusammen mit FM Einheit, Regie: die Autoren, Produktion: BR. Video & CD bei Rough Trade.
- 1997: Odysseus 7 – Radio Space Opera zusammen mit FM Einheit und Ulrike Haage, Regie: die Autoren, Produktion: Bayerisches Staatsschauspiel-Marstall/BR/HR/WDR. Live-Hörspiel, CD bei Rough Trade. Nominiert als dt. Beitrag für den Prix Futura Berlin.
- 1998: Loopspool zusammen mit Martin Gretschmann, alias Console, Regie: die Autoren, Produktion: BR Hörspiel und Medienkunst; CD bei code.
- 1998: Frost – Robert F. Scotts Tod im Eis zusammen mit FM Einheit, Regie: die Autoren, Auftragsproduktion für den WDR / gefördert von der Filmstiftung NRW 1998. Live-Hörspiel und Bühnenproduktion. Schauspielhaus Oberhausen; CD, div. Gastspiele: Dresden Schlosstheater, Frankfurt TaT.
- 1999: 7 Dances of the holy ghost zusammen mit Ulrike Haage, Regie: die Autoren, Produktion: BR. CD bei sans soleil. Nominiert als deutscher Beitrag für den Prix Italia 1999.
- 1999: Bugs & Beats & Beasts – Musica Entomologica, Natural Techno zusammen mit Console, Produktion: BR. CD bei code/Hausmusik. Hörspiel des Monats Oktober 1999; Silbermedaille bei den New York Festivals 2000.
- 1999: IS&DN Interleaved Songs and Dancefloor Narration zusammen mit Martin Gretschmann, Regie: die Autoren, Produktion: WDR. Uraufführung Pop-Komm 1999. CD bei code 2002.
- 1999: Callanetics – Code zusammen mit Robert Lippok und Console. Regie: die Autoren, Produktion: BR/HR/DLR/SWR. Live aus der Audiolounge des Festivals intermedium 1 aus der Akademie der Künste in Berlin

### 2000–2009
- 2000: The Official Olympic Bootleg zusammen mit Martin Gretschmann, Regie: die Autoren, Produktion: WDR. Gefördert von der Filmstiftung NRW. Premiere Wuppertal, Gastspiele. CD bei code/Hausmusik.
- 2001: Heimat und Technik – Das Heidegger Bootleg zusammen mit Console. Regie: die Autoren. Produktion: BR. Live in der Akademie der Künste, Berlin. CD bei intermedium 2001. Gastspiel im ZKM/Karlsruhe.
- 2001: Marx Engels Werke zusammen mit FM Einheit und Sebastian Hess, Regie: die Autoren, Produktion: BR / Bayerisches Staatsschauspiel-Marstall / Steirischer Herbst Graz / Staatsschauspiel Dresden.
- 2001: Crashing Aeroplanes (Fasten your seat belts) zusammen mit FM Einheit, Regie: die Autoren, Produktion: EBU/WDR/DLR. CD bei 451/Indigo; ausgezeichnet mit dem Hörspielpreis der Kriegsblinden 2002; Platz 1 der HR-Hörbuchbestenliste Juni 2002.
- 2002: Alzheimer 2000/Toter Trakt zusammen mit FM Einheit, Regie: die Autoren, Produktion: WDR/RB/Oper Bonn.
- 2002: On The Tracks zusammen mit Console, Regie: die Autoren, Produktion: WDR. CD bei code; ausgezeichnet mit dem 1. ARD Online-Award 2003.
- 2003: Sweet Surrender – Still on the Tracks zusammen mit Console, Regie: die Autoren, Produktion: WDR. CD bei code.
- 2003: Unser Oskar – Eine Sprachoper für Oskar Maria Graf zusammen mit Sebastian Hess, Regie: die Autoren, Produktion: BR/Bayerische Staatsoper Live aus dem Cuvilliés-Theater München. CD-Edition: intermedium records.
- 2004: Heimspiel – Sprachoper für Karl Valentin und ein Fußballstadion zusammen mit Sebastian Hess, Regie: die Autoren, Produktion: Bayerischer Rundfunk / Bayerische Staatsoper.
- 2004: Lost & Found: Das Paradies – Oratorium nach John Miltons 'Paradise Lost" zusammen mit FM Einheit. Regie: die Autoren, mit Anita Lane, Alexander Hacke, Günter Rüger, James Blood Ulmer. Produktion: BR/intermedium. Als Podcast/Download im BR Hörspiel Pool.[21]
- 2004: Friedrich Miles von Schiller Davis zusammen mit FM Einheit, Regie: die Autoren, Produktion: SWR.
- 2005: Spaceman '85 live – Weltraumdokumentarmusik feat. Reinhard Furrer zusammen mit Console und Axel Fischer. WDR/RB. CD bei code. Ausgezeichnet als Hörspiel des Monats April 2005, Nominiert als deutscher Beitrag für den Prix Italia. Erste deutschlandweite Tour eines Hörspiels Nov. 2005 / Feb. 2007 (UA Köln / WDR 19.11.; Gastspiele u. a. in Berlin, Oberhausen, Frankfurt, München, Leipzig).
- 2007: Eigentum am Lebenslauf – Das Gesamte im Werk des Alexander Kluge, Regie: der Autor, Produktion: BR. CD bei intermedium records.
- 2008: Auf der Straße ... nach Mendocino zusammen mit FM Einheit, Regie: die Autoren, Produktion: WDR.
- 2008: Sehe Dich Istanbul, meine Augen geschlossen – Field Recordings Istanbul zusammen mit Saam Schlamminger, Regie: die Autoren, Produktion: BR. CD bei intermedium records. Als Podcast/Download im BR Hörspiel Pool.[22] CD-Edition bei Intermedium records.
- 2009: Have You Ever Heard Of Wilhelm Reich? zusammen mit Console / Die Bairische Geisha. Mit Stefan Kastner, Marcus Calvin, Judith Huber, Eva Löbau. Regie: die Autoren, Produktion: BR (UA ZKM 26. September 2009). CD-Edition: intermedium records, ISBN 978-3-939444-70-1. Als Podcast/Download im BR Hörspiel Pool.[23] Film zum Hörspiel[24]
- 2009: Heinrich Steinfest: 13 – Hörspiel in 13 Teilen à 13 Minuten, Realisation: Andreas Ammer zusammen mit Console, Produktion: WDR.

### Ab 2010
- 2010: Die Vögel … nach Oskar Sala zusammen mit Console, Regie: die Autoren, Produktion: WDR/Deutsches Museum München (UA am 16. Juli 2010 Deutsches Museum München), CD/DXD bei code. Hörspiel des Monats Juli.
- 2011: LiMo on Tape – Moderne zum Mitnehmen zusammen mit FM Einheit, Regie: die Autoren, Produktion: SWR/Literaturmuseum der Moderne, Marbach
- 2012: Schliersee zusammen mit Gerhard Polt, Komposition: Console, Nu mit Landlergschwister und Kofelgschroa, Regie: Andreas Ammer. Produktion: BR. Als Podcast/Download im BR Hörspiel Pool.[25]
- 2012: Neuschwabenland – Symphonie zusammen mit FM Einheit, Regie: die Autoren, Produktion: WDR.
- 2013: GOTT. Komposition: Console / Nu / Karl Ivar Refseth. Regie: Andreas Ammer, mit Katharina Franck, Andreas Ammer, Carl-Ludwig Reichert. Produktion: BR. Als Podcast/Download im BR Hörspiel Pool.[26]
- 2014: Ludwig Wittgenstein: Tractatus logico-philosophicus. Das Hörspiel zusammen mit Console, zusätzliche Kompositionen: Nu. Regie: Ammer & Console. Mit Oswald Wiener, Moritz Eickworth, Lars Freikorn. Produktion: BR. Als Podcast/Download im BR Hörspiel Pool.[27]
- 2014: Everest, zusammen mit FM Einheit, Regie: die Autoren, Produktion: WDR.
- 2015: The King is Gone. Des Bayernkönigs Revolutionstage nach einem zeitgenössischen Text von Josef Benno Sailer. Komposition: Markus Acher/Micha Acher Musik: Die Hochzeitskapelle: Evi Keglmaier (Bratsche und Kinderklavier), Mathias Götz (Posaune, Perkussion und Glockenspiel), Alex Haas (Banjo, Kontrabass und Harmonium), Micha Acher (Tuba und Orgel). Regie: Andreas Ammer. Mit Friedrich Ani, Eva Löbau, Judith Huber, Wowo Habdank. Produktion: BR. CD-Edition: intermedium rec. 065, belleville. ISBN 978-3-943157-65-9. Als Podcast/Download im BR Hörspiel Pool.[28] Ausgezeichnet mit dem ARD-Online-Award
- 2016: Sie sprechen mit der Stasi, Originaltonhörspiel zusammen mit FM Einheit. Nach den Originalbändern der Behörde für Staatssicherheit der DDR. Regie: die Autoren, Produktion WDR. CD-Edition: Hörverlag
- 2017: David Foster Wallace Unendliches Spiel zusammen mit Andreas Gerth und Acid Pauli. Radio/Internetprojekt nach dem Roman Unendlicher Spaß Zum Download und als CD-Edition: Hörverlag
- 2018:  Arsenij Avraamov: Symphonie der Sirenen unter Verwendung von Texten aus "Ein Packen von Ordern" von  Alexeij Gastev zusammen mit FM Einheit, Übersetzung: Cornelia Köster, Regie: Ammer & Einheit, Produktion: BR / Philharmonie Brünn / DLF Kultur. Liveaufführung auf dem Messegelände in Brünn/Tschechien am 21. Oktober 2017. Film zum Hörspiel[29]
- 2018: Die Toten von Feuerland zusammen mit Ulrike Haage, Regie: die Autoren, Produktion: NDR/DLF Kultur.
- 2019: Tatsachenreihe – Wie Brecht und Benjamin einen Krimi schreiben wollten zusammen mit Andreas Gerth und Martin Gretschmann, Regie: die Autoren, Produktion: WDR.
- 2019: This is Ben Hecht … reporting live from the Revolution zusammen mit Markus Acher und Micha Acher, Regie: die Autoren, Produktion: BR.
- 2020: Zusammen Walden zusammen mit Acid Pauli und Driftmachine. Radio/Internetprojekt nach dem Roman Walden von Henry David Thoreau, download unter: https://zusammen-walden.de
- 2021: Thank God for Beatniks, Produktion: BR.
- 2024 : Radiologie, (mit Driftmachine & Rumpeln) Produktion Akademie der Künste & Deutschlandradio.

## Auszeichnungen
Auswahl:
- 1990 Hörspiel des Jahres für Orbis Auditus
- 1993 Literavision für den Magazinbeitrag Norbert Kaser
- 1994 Morishige Award International Japan mit FM Einheit für Radio Inferno
- 1994 Prix Futura mit FM Einheit für Radio Inferno
- 1995 Prix Italia Special Price Fiction (mit FM Einheit)
- 1995 Hörspielpreis der Kriegsblinden mit FM Einheit & Ulrike Haage für Apocalypse live
- 1998 Hörspiel des Monats Oktober für Bugs & Beats & Beasts – Musica Entomologica mit Console.
- 2001 Hörspielpreis der Kriegsblinden mit FM Einheit für Crashing Aeroplanes (Fasten your seat belts)
- 2003 ARD-Online-Award mit Console für On the Tracks
- 2005 Hörspiel des Monats April für Spaceman '85 zusammen mit Console
- 2010 Hörspiel des Monats Juli für Die Vögel nach Oskar Sala mit Console
- 2011 Deutscher Fernsehpreis in der Kategorie Besondere Leistung Information, gemeinsam mit Denis Scheck für die Literaturfernsehsendung Druckfrisch
- 2015 ARD-Online-Award für The King is Gone. Des Bayernkönigs Revolutionstage, (BR)
- 2017 Hörspiel des Monats April für Sie sprechen mit der Stasi (WDR) mit FM Einheit
- 2019 Günter-Eich-Preis zusammen mit FM Einheit
- 2022 Grimme-Nominierung für den Dokumentarfilm Das größte Dreispartenhaus der Welt vor seiner größten Herausforderung